# Рваная свинина
Рваная свинина (англ. Pulled pork) — американское блюдо барбекю или гриль, особенно характерное для юга США. Представляет собой разделённую на волокна свинину (обычно свиную лопатку), приготовленную на гриле. Мясо долго томят на огне, в скороварке, тиховарке, мультиварке или духовке. Иногда приготовленное в духовке или отварное мясо затем коптят. Готовую свинину измельчают вручную, разделяя вилкой на волокна, и смешивают с соусом. Мясо можно подавать на хлебе в виде сэндвича или есть отдельно с гарниром.
Для приготовления рваной свинины необходимо довольно жирное мясо, иначе волокнам будет не хватать влаги, они будут суховаты и трудно жеваться.
Чтобы мясо правильно «тянулось», его внутренняя температура должна достигать от 90,5 до 96 °C ; температура коптильни может быть около 135 °C. Время приготовления 6-12 часов (хотя в электрических скороварках оно намного короче).
Такой метод приготовления, при котором свинина готовится при низкой температуре в течение длительного времени, делает мясо достаточно мягким, чтобы ослабить соединительную ткань и позволить ему легко рваться или ломаться на волокна. Перед приготовлением мясо обычно вымачивают в рассоле (этот процесс обеспечивает дополнительную влажность, необходимую для длительного и медленного процесса приготовления) или маринуют.
Аналогичный способ приготовления говядины называется shredded beef, а различного мяса в странах Латинской Америки — carne deshebrada, «измельчённое мясо» (см. также Тинга (блюдо)).

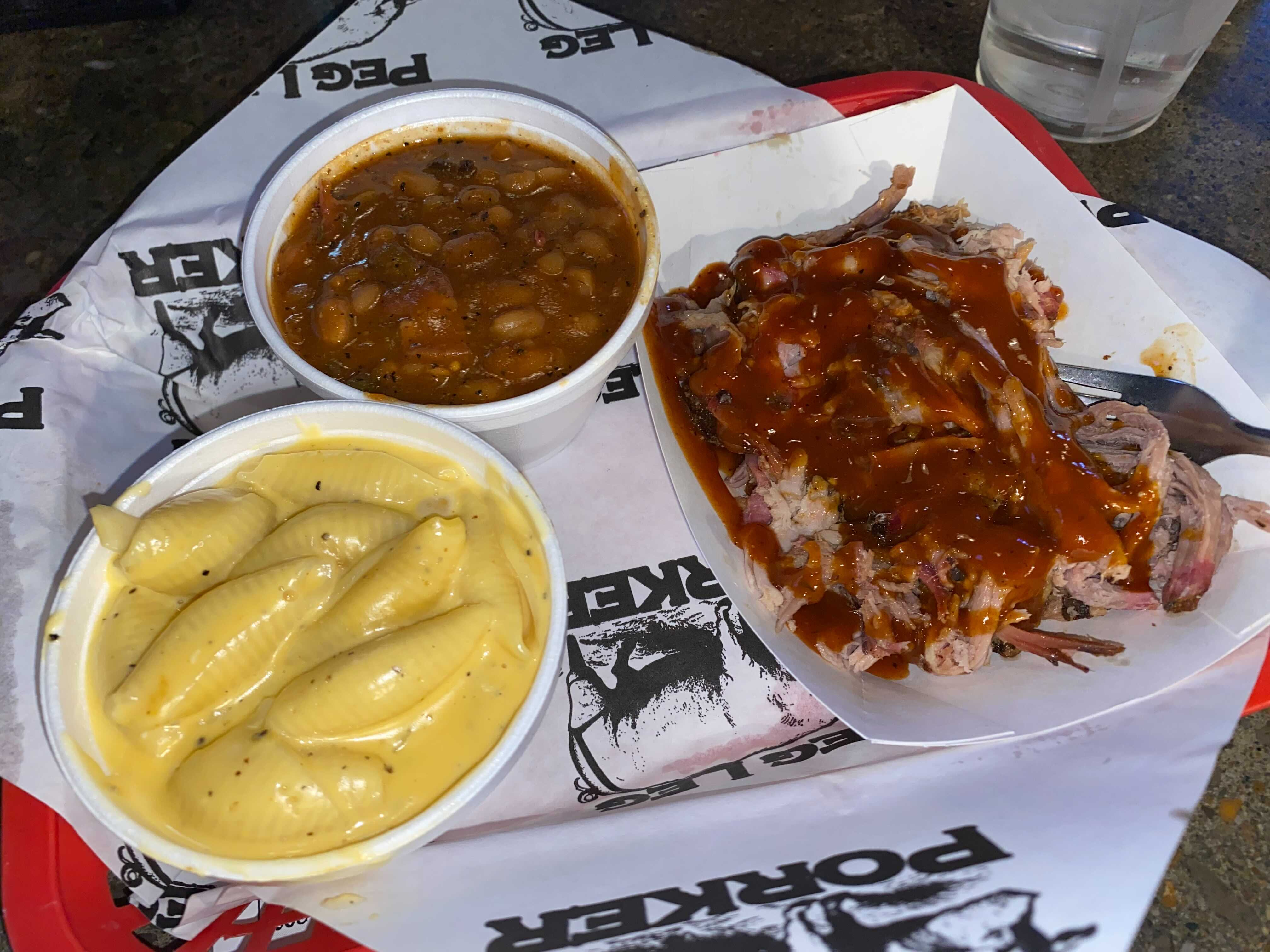
Жареная свинина, запеченная фасоль и макароны с сыром в Нэшвилле, штат Теннесси
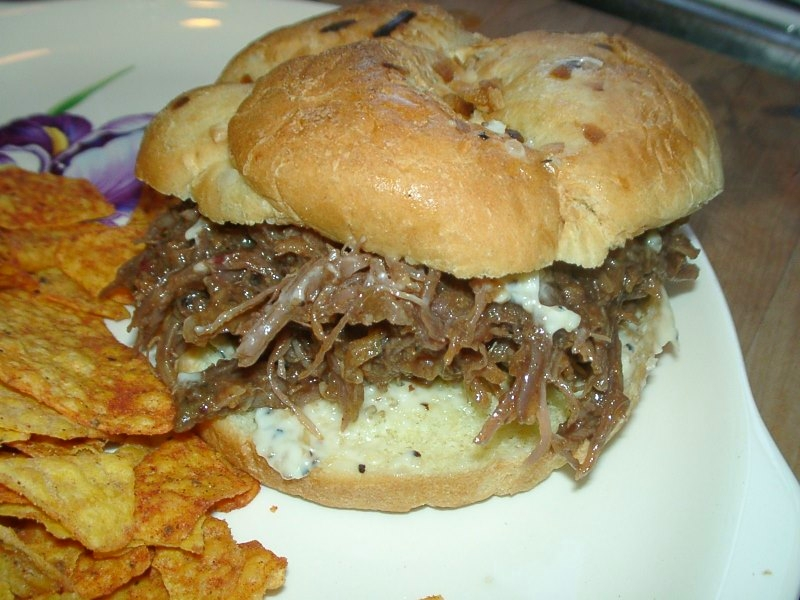
Сэндвич с рваной свининой
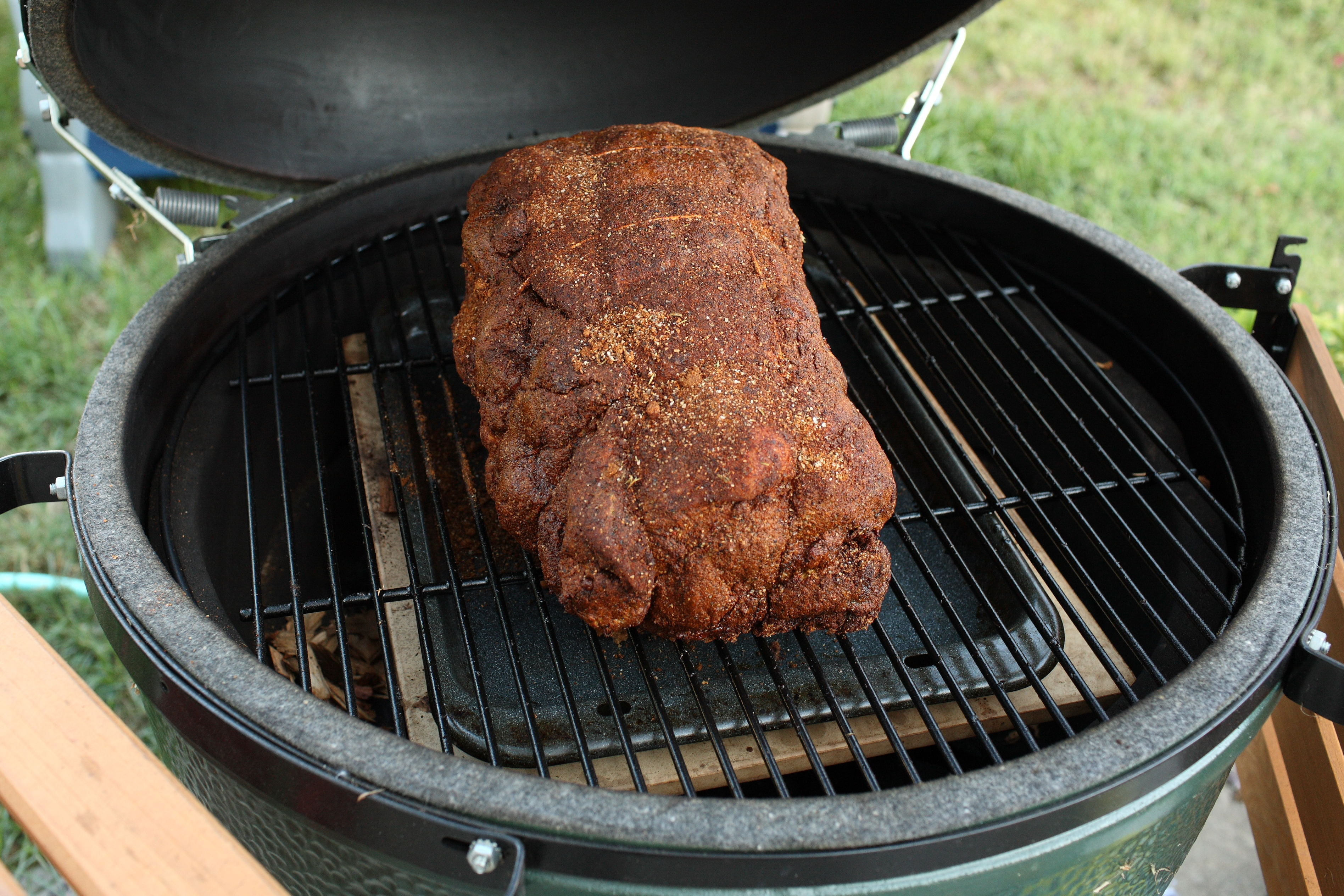
Приготовление мяса в коптильне для рваной свинины
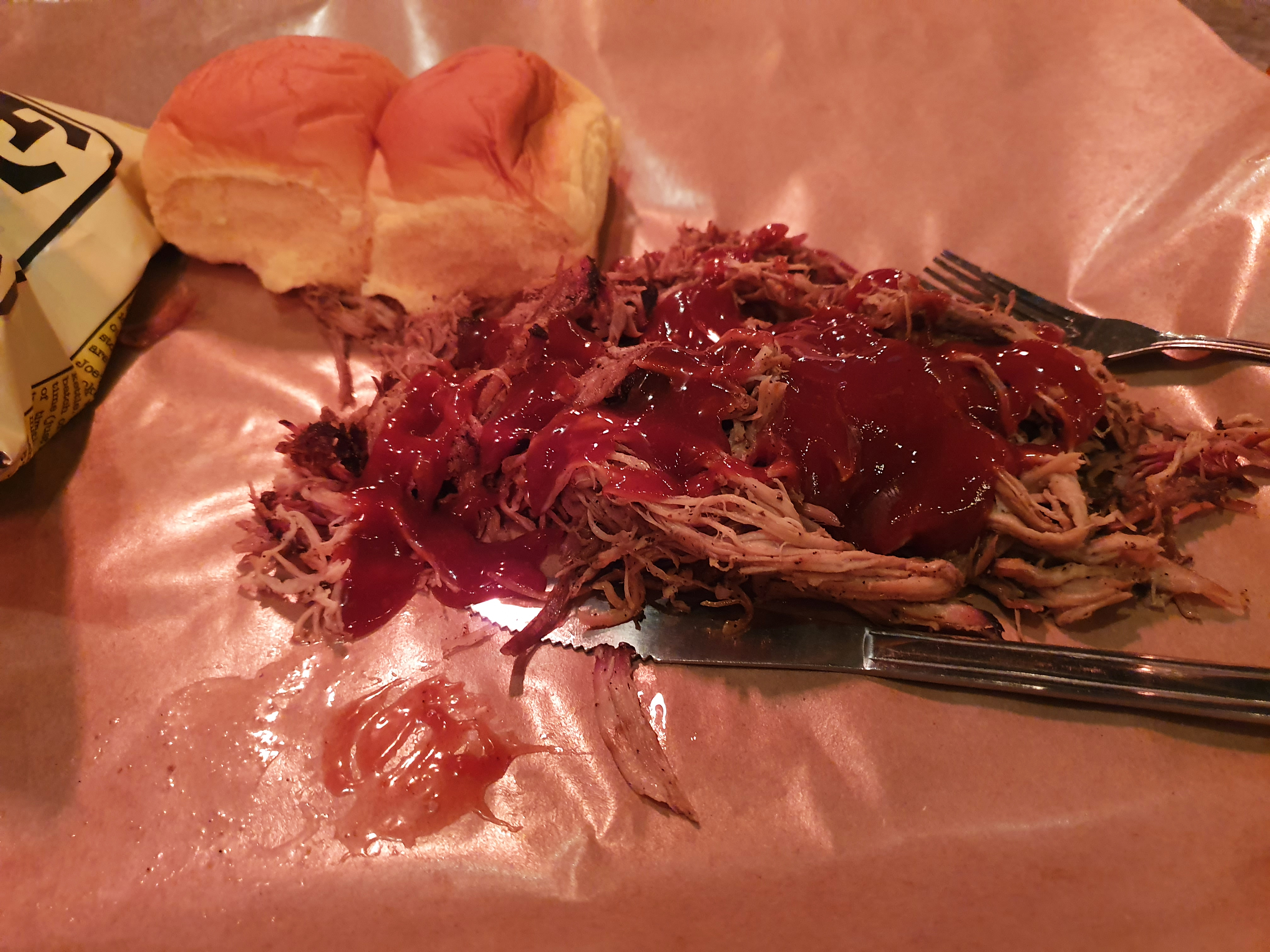
Рваная свинина с соусом